# Suriname Economic Oversight Board
De Suriname Economic Oversight Board (SEOB) is een Surinaams onafhankelijk en economisch monitorings- en adviesorgaan voor de regering en erkend overlegpartner van het Internationale Monetaire Fonds (IMF).
Het SEOB ondersteunt de regering bij de implementatie van het stabilisatie- en herstelprogramma van het IMF. Verder evalueert het de impact op de Surinaamse economie en samenleving en biedt het "rationele, integrale en transparante" informatie aan alle betrokkenen over de voortgang van het programma.
Het initiatief kwam van de Vereniging Surinaams Bedrijfsleven (VSB) en de Surinaamse Bankiersvereniging (SBV). De oprichting vond plaats op 1 juni 2023, met de ondertekening van het memorandum van overeenstemming door de VSB, SBV, president Chan Santokhi, minister Stanley Raghoebarsing van Financiën en Planning en governor Maurice Roemer van de Centrale Bank van Suriname.
Het SEOB is een door het IMF erkend als gesprekspartner en overlegt met diverse partijen, waaronder de functionarissen van de IMF-reviewmissies, het Tripartiet Overleg, het ministerie van Financiën en Planning, de Belastingdienst, het Bureau voor de Staatsschuld en de Anti Money Laundering - Project Implementation Unit (AML-PIU).